# Jesúpolis
Jesúpolis är en kommun i Brasilien.   Den ligger i delstaten Goiás, i den centrala delen av landet, 160 km väster om huvudstaden Brasília. Antalet invånare är 2 293.
Omgivningarna runt Jesúpolis är huvudsakligen savann. Runt Jesúpolis är det glesbefolkat, med 18 invånare per kvadratkilometer.